# 신이마미야역
신이마미야역(일본어: 新今宮駅, しんいまみやえき 신이마미야에키[*])은 일본 오사카부 오사카시 나니와구와 니시나리구에 걸친 서일본 여객철도와 난카이 전기 철도의 철도역이다..

## 개요 및 역 구조

### 서일본 여객철도
2면 4선의 섬식 승강장이 있는 고가역으로, 승강장은 2층에 있다. 출입구는 1층의 동쪽 개찰구와 4층에 있는 JR-난카이 상호 환승 개찰구(서쪽 개찰구)에 있다. 덧붙여, 서쪽 개찰구에서 바깥으로 나가려는 경우에는 2층에서 4층을 거쳐야 1층으로 갈 수 있어 경로가 조금 복잡하다.
바깥쪽의 2선을 오사카 순환선의 열차가 사용하고, 안쪽의 2선을 야마토지 선 등의 열차가 사용한다.

#### 승강장
| 1 | ■ 오사카 순환선 | 내선 순환 | 덴노지 · 쓰루하시 · 교바시ㆍ사쿠라지마 방면 |
| 2 | ■ 야마토지 선   | 상행      | 오지 · 나라 · 다카다 방면                   |
| 2 | ■ 간사이 공항선 | 직결      | 간사이 공항(간쿠 쾌속) 방면                 |
| 2 | ■ 한와 선       | 직결      | 오토리 · 와카야마(기슈지 쾌속)방면          |
| 3 | ■ 야마토지 선   | 하행      | 이마미야 · JR 난바 방면                     |
| 3 | ■ 오사카 순환선 | 외선 순환 | 벤텐초 · 니시쿠조 · 오사카ㆍ교바시 방면     |

### 서일본 여객철도
3면 4선의 승강장이 있는 고가역으로, 승강장은 4층에 있다. 동쪽의 2선을 고야 선 열차가, 서쪽의 2선을 난카이 선의 열차가 사용한다. 각 승강장은 승강장의 남과 북측에 각각 3층의 지하도로 연결되어 있다. 그 중에서 남측 계단만이 서쪽 출입구와 연결되어 있다.
JR과 난카이의 상호 환승 개찰구가 설치되어 있으며, 그 부근에는 사람이 많이 몰리지만 1층의 출입구의 경우는 사람이 그렇게 많지 않은 편이다.
역사 서측의 외벽에는 현재의 난카이 전기 철도 차량의 도색에 적용된 푸른색과 오렌지 색의 띠가 그려져 있다.

#### 난카이 전기철도
| 1 | ■ 고야 선   | 하행               | 사카이히가시 · 가와치나가노 · 하시모토 · 고야산 방면 |
| 1 | ■ 고야 선   | 센보쿠 고속선 직결 | 이즈미 중앙 방면                                     |
| 2 | ■ 고야 선   | 상행               | 이마미야에비스 · 난바 방면                           |
| 3 | ■ 난카이 선 | 하행               | 사카이 · 기시와다 · 이즈미사노 · 와카야마 시 방면    |
| 3 | ■ 난카이 선 | ■ 공항선 직결      | 간사이 공항 방면                                     |
| 4 | ■ 난카이 선 | 상행               | 난바 행                                              |

## 역세권 정보
역의 북동부는 환락가이다. 역의 남측은 가마가사키라고 불리는 아이린 지구로, JR의 선로를 사이에 두고 남북의 모습이 다르다.
- 통천각
- 잔잔요코초
- 페스티벌 게이트
- 슈퍼 월드

## 역사
- 1964년 3월 22일 - 일본국유철도의 덴노지 - 이마미야간에 신설역으로 개업. 오사카 순환선의 열차만 정차.
- 1966년 12월 1일 - 난카이 전기 철도의 이마미야에비스 - 호기노차야 간에 신설역으로 개업. 일본국유철도 노선과 환승 업무 개시.
- 1972년 3월 15일 - 간사이 본선측 승강장 설치.
- 1987년 4월 1일 - 일본국유철도 분할 민영화로 서일본 여객철도에 이관.
- 2001년 3월 23일 - 특급 라피토α의 정차역으로 설정됨.
- 2003년 11월 1일 - ICOCA 공용 개시.
- 2009년 10월 4일 - 오사카 순환선·야마토지 선 운행 관리 시스템(SUNTRAS) 도입 및 안내방송 개정

## 인접역
| 서일본 여객철도 간사이 본선                 | 서일본 여객철도 간사이 본선                                           | 서일본 여객철도 간사이 본선  |
| ------------------------------------------- | --------------------------------------------------------------------- | ---------------------------- |
| 덴노지 가모 방면                            | ■ 야마토지 선 야마토지 라이너 · 쾌속                                  | JR 난바 방면                 |
| 덴노지 가모 방면                            | ■ 야마토지 선 보통                                                    | 이마미야 JR 난바 방면        |
| 서일본 여객철도 오사카 순환선 · 간사이 본선 |                                                                       |                              |
| 오사카 방면                                 | ■ 오사카 순환선·야마토지 선 야마토지 라이너                           | 덴노지 가모 방면             |
| 벤텐초 교바시 방면                          | ■ 오사카 순환선·야마토지 선 야마토지 쾌속                             | 덴노지 가모 방면             |
| 이마미야 교바시 방면                        | ■ 오사카 순환선·야마토지 선 구간쾌속                                  | 덴노지 가모 방면             |
| 벤텐초 교바시 방면                          | ■ 오사카 순환선 · 한와 선 기슈지 쾌속 · 쾌속 · B쾌속 간사이 공항 쾌속 | 덴노지 와카야마 방면         |
| 이마미야 교바시 방면                        | ■ 오사카 순환선 · 한와 선 직통쾌속                                    | 덴노지 와카야마 방면         |
| 서일본 여객철도 오사카 순환선               |                                                                       |                              |
| 이마미야 외선 순환                          | ■ 오사카 순환선                                                       | 덴노지 내선 순환             |
| 난카이 전기 철도 난카이 본선                |                                                                       |                              |
| 난바 방면                                   | ■ 난카이 본선                                                         | 덴가차야 와카야마 시 방면    |
| 난바 방면                                   | ■ 고야 선 준급 이상                                                   | 덴가차야 고쿠라쿠바시 방면   |
| 이마미야에비스 난바 방면                    | ■ 고야 선 각역정차                                                    | 호기노차야 고쿠라쿠바시 방면 |